# Річард Шенкман
Річард Шенкман (англ. Richard Schenkman; нар. 6 березня 1958, Нью-Йорк, США) — американський сценарист, кінопродюсер, кінорежисер та випадковий актор. Він також послуговується ім'ям Джордж Ексміт (англ. George Axmith).

## Нагороди
Він здобув сім нагород на таких кінофестивалях як Остінський кінофестиваль, Ольденбурзький міжнародний кінофестиваль, Род-Айлендський міжнародний кінофестиваль та WorldFest Flagstaff.

## Фільмографія
| Рік  | Назва (укр.)                                                          | Назва (англ.)                                                 | Виступав як | Виступав як | Виступав як |
| Рік  | Назва (укр.)                                                          | Назва (англ.)                                                 | Режисер     | Сценарист   |             |
| ---- | --------------------------------------------------------------------- | ------------------------------------------------------------- | ----------- | ----------- | ----------- |
| 1987 |                                                                       | SNAFU: The World's Screwiest Foul-Ups!                        | Так         |             |             |
| 1992 | Плейбой: плеймейти в раю                                              | Playboy: Playmates in Paradise                                | Так         |             |             |
| 1993 | Плейбой: міжнародні плеймейти                                         | Playboy: International Playmates                              | Так         |             |             |
| 1994 | Ангел 4: Під прикриттям                                               | Angel 4: Undercover                                           | Так         |             |             |
| 1996 | Помпатус кохання                                                      | The Pompatus of Love                                          | Так         | Так         |             |
| 1998 | 22 жовтня                                                             | October 22                                                    | Так         |             |             |
| 1998 | Поїхав на Коні-Айленд за завданням Господа Бога... Повернуся до п'яти | Went to Coney Island on a Mission from God... Be Back by Five | Так         | Так         |             |
| 2000 | Різдвяна колядка Діви                                                 | A Diva's Christmas Carol                                      | Так         | Так         |             |
| 2006 | Макрейкер!                                                            | Muckraker!                                                    | Так         | Так         |             |
| 2007 | Людина з планети Земля                                                | The Man from Earth                                            | Так         |             |             |
| 2007 | А потім прийшло кохання                                               | And Then Came Love                                            | Так         |             |             |
| 2009 | Дівчинка-квіткарка                                                    | Flower Girl                                                   |             | Так         |             |
| 2012 | Авраам Лінкольн проти зомбі                                           | Abraham Lincoln vs. Zombies                                   | Так         | Так         |             |
| 2013 | Ніч пустощів                                                          | Mischief Night                                                | Так         |             |             |
| 2017 | Людина з планети Земля: голоцен                                       | The Man from Earth: Holocene                                  | Так         |             |             |